# Biblioteca nazionale di Francia
La Biblioteca nazionale di Francia (in francese Bibliothèque nationale de France), anche nota con la sigla BnF, è un'istituzione culturale pubblica francese: si tratta di una delle biblioteche più importanti di Francia e del mondo.
Ha sede a Parigi nel XIII arrondissement.
Le collezioni fisiche dell'istituzione sono stimate a più di quaranta milioni di pezzi, ma essa è conosciuta anche per la biblioteca digitale Gallica, formata per lo più da documenti informatizzati sotto forma di immagini.
Gallica ora si sta evolvendo con il più impegnativo progetto Europeana che fornisce i libri anche in formato testo tramite OCR.

## Storia
La Bibliothèque nationale de France (BNF) ebbe origine dalla biblioteca reale, costituita al Louvre da Carlo V. Tuttavia, solo con Carlo VIII la biblioteca reale conobbe una certa stabilità gestionale e patrimoniale, senza dispersioni di fondi. La biblioteca, dapprima trasferita a Blois e a Fontainebleau, ritornò a Parigi nel 1568. Un notevole impulso al suo sviluppo si ebbe sotto il regno di Luigi XIV, per poi venire aperta al pubblico nel 1692. Dopo numerosi traslochi, la collezione bibliotecaria venne trasferita nel 1720 in rue Richelieu (l'attuale "sito Richelieu"). Divenuta Biblioteca Nazionale, poi Imperiale coi vari cambiamenti di regime susseguitisi in Francia a partire dal 1789, nel 1868 venne trasferita negli edifici costruiti da Henri Labrouste, per poi spostarsi definitivamente negli anni 1990 nel nuovo sito di Tolbiac.
Lo sviluppo dell'istituzione è segnato dai numerosi spostamenti delle collezioni; l'ultimo e più importante è stato accompagnato da un ampliamento delle superfici occupate, tramite la costruzione di nuovi edifici, l'annessione di strutture preesistenti e, d'altra parte, l'immagazzinamento nel sottosuolo (sito Richelieu) o in sopraelevazione (sito Tolbiac). Nel corso dei secoli, la biblioteca ha assistito a varie evoluzioni tecniche, delle quali essa ha tenuto conto, a volte con un certo ritardo. Queste evoluzioni hanno portato all'acquisizione dei documenti più disparati. Sono state altresì impiegate tecniche differenziate nella costituzione di cataloghi sempre più complessi (manoscritti e a stampa, schede e, dal 1987, cataloghi informatizzati). In egual modo si è evoluto il suo statuto, con la trasformazione da biblioteca del sovrano a servizio dello Stato fino a diventare un'istituzione pubblica autonoma.
La Biblioteca ha inoltre diversificato la propria attività, con l'organizzazione di mostre e di altri eventi culturali quali convegni. Ha inoltre sviluppato iniziative di cooperazione con altre biblioteche, prima nell'ambito della rete francese, poi all'estero.
Quella della Biblioteca è soprattutto una storia di accrescimenti successivi delle collezioni. Il deposito legale, esteso nel tempo a differenti tipi di documenti, è la principale fonte di accrescimento. La BNF ha beneficiato altresì di numerosi lasciti, a volte di singole donazioni ma assai spesso di collezioni avanzate. Gli scambi di pubblicazioni rappresentano un'altra fonte di incremento del catalogo, in particolare nell'ambito delle pubblicazioni estere. A ciò si aggiungono gli acquisti (nuove opere, ma talvolta anche vendite all'asta di documenti rari). Questi accrescimenti tramite acquisto sono stati più o meno significativi a seconda delle epoche, in funzione dei crediti accordati alla Biblioteca.
La BNF ha beneficiato occasionalmente anche dei proventi di confische, in particolare durante la Rivoluzione francese. La biblioteca ha in tal modo ricevuto interi fondi provenienti soprattutto da abbazie, collegi e università soppresse, in gran parte parigini. Donazioni sono state fatte anche da paesi vicini.
A partire dal 1988 la Biblioteca nazionale entra in una fase di importanti mutamenti. Il 14 luglio François Mitterrand, su consiglio di Jacques Attali, annuncia «la costruzione di una fra le maggiori o della maggiore e moderna biblioteca del mondo... (che) dovrà coprire tutti i campi del sapere, essere a disposizione di tutti, disporre delle tecnologie più moderne di trasmissione dei dati, poter essere consultabile a distanza e entrare in relazione con altre biblioteche europee». Il luogo prescelto si trova nel nuovo quartiere Tolbiac (XIII arrondissement di Parigi), nel cuore della ZAC Rive-Gauche, all'epoca la principale area di rinnovo urbano della città. Viene adottato il progetto architettonico di Dominique Perrault. La nuova Biblioteca nazionale di Francia apre le sue porte al pubblico il 20 dicembre 1996 e, dopo il trasferimento della maggior parte delle collezioni dalla rue Richelieu, accoglie i suoi primi ricercatori nell'ottobre 1998.

## Statuto e missioni
La Bibliothèque nationale de France è un'istituzione pubblica sotto tutela amministrativa del Ministero della cultura (decreto 94-3 del 3 gennaio 1994). In qualità di biblioteca nazionale, la sua missione è di costituire collezioni, in particolare nell'ambito del deposito legale, di tutelare la loro conservazione e promuovere il loro accesso al pubblico. Essa produce un catalogo di riferimento, coopera con istituzioni simili a livello nazionale e internazionale e partecipa a programmi di ricerca.
La sezione Haut-de-jardin (sopra il livello del giardino) della sede Tolbiac è accessibile a tutti i maggiori di sedici anni dietro assolvimento di un diritto di entrata, che può essere per accesso singolo oppure in forma di abbonamento annuale. La sezione Rez-de-jardin (Livello del giardino) e le sale di lettura delle altre sedi sono utilizzabili solo previo accreditamento per motivi di ricerca e mediante pagamento (carta quindicinale o annuale). Alcune categorie, in particolare gli studenti, possono tuttavia essere esonerati o pagare una tariffa ridotta.

### Deposito legale
La BNF assicura la raccolta del deposito legale con l'aiuto dei poli regionali di deposito, dell'Institut national de l'audiovisuel e del Centre national de la cinématographie. Essa è la maggiore depositaria dei documenti raccolti a questo titolo, che costituiscono la maggior parte del patrimonio. Occorre precisare che, mentre la BNF è depositaria di libri e di altri stampati, il deposito legale dei fumetti viene effettuato Cité internationale de la bande dessinée et de l'image (Cité BD) di Angoulême.

### Attività culturali
La BNF ha una lunga tradizione di mostre incentrate sul suo patrimonio, ma spesso completate da apporti esterni. Dopo la costituzione dei nuovi locali pubblici, essa ha rafforzato l'attività di accoglimento di manifestazioni scientifiche, come convegni, conferenze o, più raramente, proiezioni e concerti.
La BNF è anche una casa editrice che pubblica principalmente cataloghi delle sue collezioni, cataloghi di mostre e documenti inediti, anche in collaborazione con editori privati.
La BNF assicura la pubblicazione di due periodici: Chroniques de la Bibliothèque nationale de France (disponibile all'indirizzo chroniques.bnf.fr) informa i lettori della vita della biblioteca; la Revue de la Bibliothèque nationale de France, succeduta alla Revue de la Bibliothèque nationale, comprende articoli sulla storia della biblioteca e delle sue collezioni, come anche sulla storia delle biblioteche e dei media in generale.

### Cooperazione con le altre biblioteche francesi
La BNF prevede fra le sue missioni la cooperazione con le altre biblioteche francesi. Essa ha rapporti privilegiati con altre biblioteche chiamate "poli associati" della BNF. Essi possono essere di due tipi:
- i poli regionali di deposito legale, in ogni regione metropolitana e d'Oltremare, ricevono i libri depositati dagli stampatori.
- i poli di condivisione documentaria, 47 (25 in Île-de-France, 22 in provincia) strutture convenzionate con la BNF. Esse s'impegnano, con l'aiuto di quest'ultima, nell'acquisizione e nella conservazione di collezioni complementari a quelle della BNF, riguardanti un ambito definito. Spesso, più biblioteche di una stessa città formano insieme un polo di condivisione documentaria; a Brest, ad esempio, la biblioteca municipale, l'SCD (Service Commun de Documentation) dell'Università della Bretagna Occidentale e il centro di documentazione dell'IFREMER (Institut français de recherche pour l'exploitation de la mer) formano il polo associato per l'oceanografia.

Oltre a collaborare a questa rete, la BNF assicura la fornitura di notizie bibliografiche a varie biblioteche. In cambio, la BNF gestisce il catalogo collettivo di Francia, che raggruppa BN-Opale Plus (vedi qui di seguito), il SUDOC (acronimo di Système universitaire de documentation: catalogo collettivo delle biblioteche universitarie francesi) e alcuni fondi antichi o particolari di biblioteche municipali.
La BNF svolge inoltre un ruolo di formazione professionale, che si traduce nell'accoglimento di stagisti, nell'organizzazione di giornate per professionisti e nella diffusione di norme bibliografiche.

### Cooperazione internazionale
La BNF intrattiene relazioni con altre biblioteche e istituzioni all'estero. La più nota è la partecipazione alla "Biblioteca europea", una biblioteca virtuale organizzata congiuntamente da varie biblioteche europee. Questo raggruppamento ha dato vita all'iniziativa per una "biblioteca elettronica europea", progetto che vede associata la maggior parte delle biblioteche nazionali del continente, benché il Regno Unito se ne sia dissociato.
La BNF fornisce il suo sostegno a biblioteche di altri paesi, in particolare dell'Africa francofona e dell'America meridionale. Partecipa infine alla Federazione internazionale delle associazioni e istituzioni bibliotecarie (IFLA), all'interno della quale la BNF partecipa ai gruppi di lavoro sulle norme di catalogazione e nello specifico è stata incaricata di coordinare il programma PAC (preservation and conservation), consacrato alla conservazione e alla salvaguardia dei documenti antichi o fragili.

## Organizzazione interna

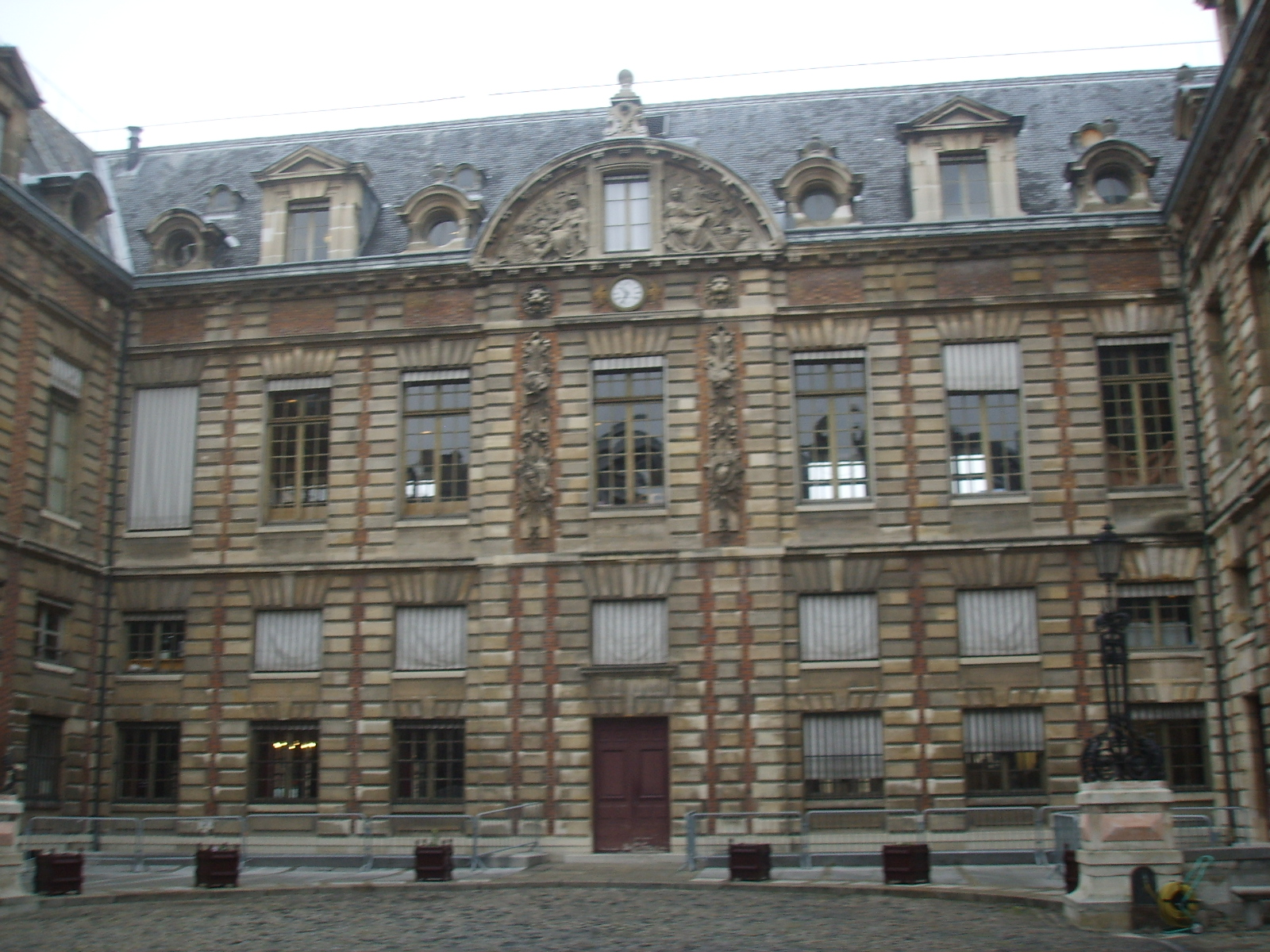
La sede di Rue Richelieu

La Bibliothèque nationale de France è amministrata da un consiglio d'amministrazione di cui fanno parte rappresentanti dei ministeri di tutela amministrativa, membri del mondo della ricerca scientifica, rappresentanti del personale e due rappresentanti dell'utenza (uno per l'Haut-de-jardin e uno per le biblioteche di ricerca). Il consiglio d'amministrazione è assistito da un consiglio scientifico avente un ruolo di consultazione.
Il presidente della BNF, nominato per decreto ogni tre anni con mandato rinnovabile una sola volta, dirige la struttura con l'assistenza di un direttore generale e di alcuni direttori generali aggiunti. L'attuale presidente è Gilles Pécout.
I servizi della biblioteca sono ripartiti in tre direzioni e quattro delegazioni.
- La direzione delle collezioni (DCO) tratta le collezioni e assicura i servizi al pubblico: È divisa in dipartimenti documentari (vedi lista di seguito);
- La direzione dei servizi e delle reti (DSR) è incaricata di funzioni trasversali che interessano tutti i dipartimenti documentari e altre azioni che impegnano l'insieme della biblioteca. Comprende vari dipartimenti:
  - L'Agenzia bibliografica nazionale stabilisce la bibliografia nazionale francese, arricchisce il catalogo e mantiene il vocabolario controllato RAMEAU
  - Il dipartimento della biblioteca digitale si occupa di costituire una biblioteca digitale partendo dai documenti della BNF o di istituzioni partner. La sua attività principale consiste nell'alimentare Gallica.
  - Il dipartimento della conservazione assicura la conservazione e il restauro dei documenti, gestendo anche i servizi tecnici le sedi distaccate di Bussy-Saint-Georges e Sablé-sur-Sarthe.
  - Il dipartimento della cooperazione è incaricato dei rapporti con le altre biblioteche francesi e gestisce il Catalogue collectif de France.
  - Il dipartimento del deposito legale riceve gli stampati dagli editori e dalle tipografie, mentre i supporti particolari sono direttamente ricevuti e trattati dai dipartimenti specializzati (ad esempio, il dipartimento di musica riceve il deposito legale delle partizioni).
  - Il dipartimento della riproduzione è incaricato di riprodurre i documenti della biblioteca, sia per trasferirli su supporti meno fragili (microforma o, più spesso, supporto digitale) sia per soddisfare la richiesta di un lettore o di un cliente esterno (servizi a pagamento)
  - Il dipartimento dei sistemi d'informazione si occupa dell'aspetto tecnico dei cataloghi, dell'intranet della BNF, delle postazioni pubbliche e dei servizi a distanza.
- La direzione dell'amministrazione e del personale (DAP) raggruppa i servizi indispensabili al funzionamento quotidiano dell'insieme della struttura (risorse umane, finanze, mezzi materiali).

Le delegazioni dipendono direttamente dal direttore generale:
- delegazione alla strategia
- delegazione alle relazioni internazionali
- delegazione alla diffusione culturale, che si occupa tra l'altro di tutte le manifestazioni (mostre, convegni, letture.)
- delegazione alla comunicazione

## Sedi e dipartimenti

### Sede Richelieu / Louvois

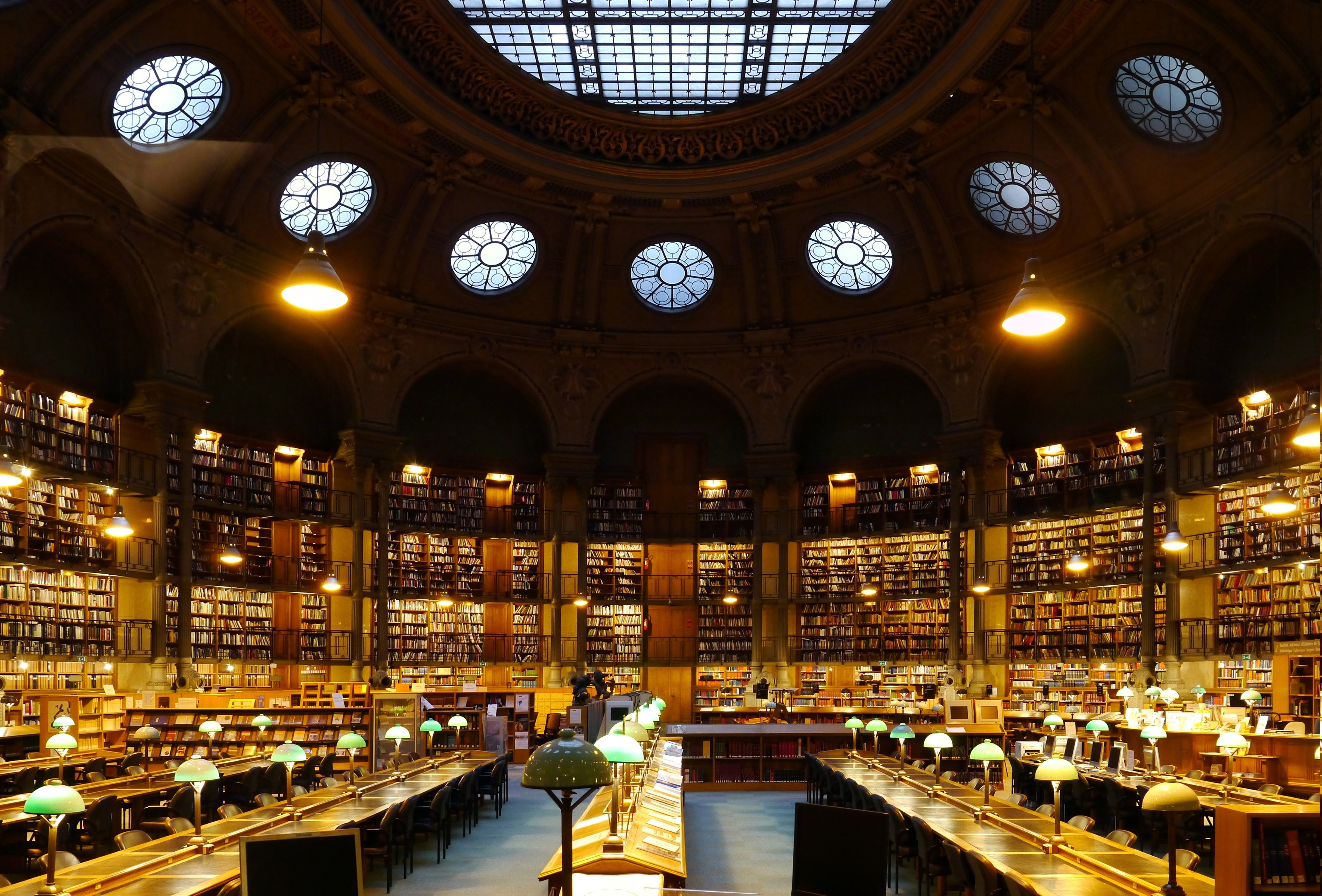
Sala ovale della sede Richelieu

La sede storica della biblioteca si trova in rue Richelieu, nel II arrondissement di Parigi. Qui si trova anche il Musée des monnaies, médailles et antiques (ex Cabinet des medailles) e una sede per esposizioni temporanee.

#### Architettura e locali
La BNF occupa il complesso del quadrilatero Richelieu, delimitato dalle vie des Petits-Champs (a sud), Vivienne (a est), Louvois (a nord) e Richelieu (a ovest).
Gli elementi più antichi del complesso sono stati edificati per Mazarino dagli architetti Pierre Le Muet e François Mansart, ai quali si devono le due gallerie oggi utilizzate come gallerie d'esposizione. Gli edifici hanno subito numerose ristrutturazioni a partire dal 1720 sotto la direzione di Robert de Cotte e dell'abate Bignon. Poco numerose sono state le modifiche apportate fra la seconda metà del XVIII secolo e la metà del XIX secolo. Un'altra fase di grandi lavori ha avvio con Henri Labrouste a partire dal 1854: le sue principali realizzazioni sono l'attuale facciata della Corte d'onore e soprattutto l'ampia Sala Labrouste.
A Labrouste succede Jean-Louis Pascal, che prosegue nei lavori alla corte d'onore e concepisce nel 1916 la Sala ovale, che sarà però inaugurata solo nel 1936.
A causa della mancanza di spazio la Biblioteca nazionale ha dovuto estendersi oltre i confini del quadrilatero Richelieu, occupando una parte della Galerie Vivienne per installarvi i servizi del deposito legale, ma questi locali sono stati abbandonati con l'apertura del sito Mitterrand. Tuttavia, la BNF utilizza ancora oggi un edificio al numero 61 di rue Richelieu, dalla vocazione puramente amministrativa, e un edificio in rue Louvois, costruito nel 1964 per il Dipartimento di musica.
Il complesso Richelieu/Louvois comprende soprattutto sale di lettura, magazzini e uffici. Vi si trovano anche tre spazi espositivi: la Galerie Mazarine, per le esposizioni tematiche, la galleria di fotografia (nota anche come Galerie Mansart) e la cripta, per esposizioni più piccole.

#### Dipartimenti e collezioni
| Dipartimento                       | Data di creazione | Contenuto                                                                               | Fondi particolari |
| ---------------------------------- | ----------------- | --------------------------------------------------------------------------------------- | --- |
| Arti dello spettacolo              | 1976              | Manoscritti, documenti iconografici, modelli, costumi: 3 000 000 di oggetti e documenti | Fondo Rondel (costituiscono la base del dipartimento), archivi di diversi cineasti fra cui Abel Gance |
| Carte e Piante                     | 1829              | 1 600 000 documenti, in particolare documenti cartografici e mappamondi                 | fondi di carte riunite da Jean-Baptiste Bourguignon d'Anville (XVIII secolo), fondi antichi del Service hydrographique et océanographique de la marine, collezioni della Société de Géographie (in deposito)                             |
| Stampe e Fotografie                | 1720              | 12 000 000 d'immagini                                                                   | Disegni di architetti (Robert de Cotte, Étienne-Louis Boullée), fondi di fotografi (Nadar, Cartier-Bresson, Doisneau) incisioni antiche (collezioni Michel de Marolles e Jacques-Louis de Beringhen)                                     |
| Manoscritti, divisione occidentale | 1720              | 1 000 000 di manoscritti, stampati                                                      | vari fondi di interesse storico e genealogico (collezione delle province di Francia, collezione di Carré d'Hozier, fondi Colbert Fondi antichi di varie abbazie parigine Fondo massonico Manoscritti di scrittori (Hugo, Proust, Céline) |
| Manoscritti, divisione orientale   | 1720              | 220 000 documenti                                                                       | fondi Smith-Lesouëf, fondi di orientalisti |
| Monete, medaglie e antichità       | 1720              | 530 000 pezzi                                                                           | Cabinet de curiosités di Luigi XIV, collezioni di antichità e tesori merovingi |
| Musica (rue Louvois)               | 1942              | 2 000 000 di pezzi e raccolte                                                           | Fondi Sébastien de Brossard, archivi di compositori celebri (Messiaen, Xenakis) |
| Ricerca bibliografica (DRB)        | 1996              | 14 000 opere di consultazione, 40 000 microforme                                        | Alcuno |

Oltre alle collezioni indicate in tabella, i dipartimenti di Richelieu contano 2 700 000 volumi a stampa (libri, periodici e raccolte), di cui 12 000 incunaboli.

#### Il "progetto Richelieu"
Dopo il trasloco degli stampati a Tolbiac, la BNF si è impegnata in un progetto di modernizzazione della sede Richelieu, che comporta varie misure:
- migliore indicazione dei documenti dei siti specializzati, con l'informatizzazione degli archivi dei dipartimenti di Richelieu, il trasferimento delle catalogazioni da BN-Opaline a BN-Opale Plus, uso di nuove norme per la descrizione elettronica dei manoscritti;
- vasta operazione di rinnovo e di risistemazione degli ambienti;
- ridistribuzione degli spazi e delle collezioni.

Al termine è previsto che il dipartimento di Arti dello spettacolo si trasferisca nell'attuale museo del dipartimento delle Monete, medaglie e antichità, a sua volta riorganizzato. La sala Labrouste rinnovata diverrà sala di lettura dell'INHA, mentre la sala Ovale servirà come spazio di consultazione che fungerà da introduzione ai vari dipartimenti specializzati, e sarà largamente accessibile, come lo Haut de jardin.

### Sede François-Mitterrand (Tolbiac)

#### Architettura e locali
A Tolbiac, la Biblioteca François Mitterrand occupa un sito di 7,5 ettari per una spianata di 60000 m². L'opera di Dominique Perrault corre lungo la Senna per circa 380 m è caratterizzata da quattro grandi torri angolari alte 79 m ciascuna che corrispondono simbolicamente a quattro libri aperti; sono formate da 7 piani di edifici protetti da persiane in legno mobili, e 11 piani di magazzini, protetti da uno schermo in legno, fisso e isolante. Ogni torre ha un nome:
- Tour des temps (Torre dei tempi)
- Tour des lois (Torre delle leggi)
- Tour des nombres (Torre dei numeri)
- Tour des lettres (Torre delle lettere)

Il centro dell'edificio è occupato da un giardino di 12000 m² (non accessibile al pubblico) che si trova all'altezza del deambulatorio del Rez-de-jardin.
Al di sotto di questo livello ce ne sono altri due, il più basso dei quali è occupato da una strada interna destinata alla circolazione dei veicoli (in particolare, i veicoli interni e quelli che vengono a consegnare il deposito legale).
La superficie totale del costruito fuori opera è di 2900000 m² di pavimenti. Le strutture in cemento e gli impianti tecnologici sono lasciati a vista in modo da vivacizzare le linee squadrate di stampo razionalista che compongono ogni parte dell'edificio. Gli ingressi si trovano nel basamento delle torri, e rappresentano uno spazio fondamentale per le strutture: questi spazi collegano il livello d'ingresso con le sale di lettura, che si trovano attorno al giardino alberato grazie a un corridoio, che presenta delle pareti ricoperte in maglie di tessuto metallico INOX, scale mobili, simboleggianti per il progettista il viaggio verso la conoscenza. La biblioteca è costituita da una parte pubblica, con strade, piazze (la cui pavimentazione è realizzata in legno ìpe) e una parte riservata ai lettori. Come voleva l'architetto, il giardino è una sorta di vero e proprio bosco situato all'interno della struttura e lascia molto stupiti per via della sua bellezza lussureggiante; la foresta invita il visitatore ad abbandonarsi ad un'atmosfera claustrale e monastica, portando la biblioteca in una dimensione atemporale.
Si può leggere la biblioteca di Perrault in continuità con la tradizione architettonica francese inaugurata da Étienne-Louis Boullée e Claude-Nicolas Ledoux più di due secoli prima, come architettura parlante. La struttura con la sua trasparenza, data dall'uso di ferro e vetro, collega l'opera con la città circostante adempiendo così alla richiesta di Mitterrand.
L'inaugurazione è avvenuta il 30 marzo 1995, ma l'apertura della biblioteca al pubblico è del dicembre del 1996.
Il sito di Tolbiac ha due spazi di esposizione: una "sala grande" e una "sala piccola". Inoltre, nell'ingresso esiste una mostra permanente che propone una presentazione generale della struttura. Un grande e un piccolo auditorium permettono di organizzare riunioni professionali, convegni, conferenze, letture o concerti. I globi di Vincenzo Coronelli sono esposti nell'ingresso ovest.

#### Collezioni
Le collezioni di Tolbiac comprendono un fondo di libero accesso e collezioni patrimoniali, con una scaffalatura complessiva lunga 385 km. I fondi di libero accesso, presenti sia in Haut-de-jardin (biblioteca di studio) che in Rez-de-jardin (biblioteca di ricerca), contengono circa 575 000 volumi (700 000 a termine).
Le collezioni patrimoniali si trovano nei differenti dipartimenti presenti a Tolbiac, eccetto quello della ricerca bibliografica (DRB). I quattro dipartimenti originati da quello degli Stampati e quello dei Periodici conservano i fondi patrimoniali costituiti da stampati del periodo che va dal XVI secolo al XXI secolo, con circa 10 000 000 di libri e 350 000 titoli di periodici, di cui 32 000 titoli viventi francesi e stranieri. Agli stampati si aggiunge un importante fondo di microforme, con 76 000 microfilm (giornali, libri di grande formato) e 950 000 microfiche (opere, tesi).
Il dipartimento dell'Audiovisivo, erede della Phonothèque nationale (Fonoteca nazionale), possiede anch'esso fondi patrimoniali, ma unicamente su supporti particolari, corrispondenti a circa 900 000 documenti sonori, 90 000 videogrammi, 250 000 immagini fisse digitalizzate e 50 000 documenti multimediali.
Il dipartimento più prestigioso è la riserva di libri rari, con circa 200 000 volumi. La riserva comprende gli incunaboli, opere preziose per il loro formato (particolarmente piccole o grandi), documenti che mostrano le evoluzioni della tecnica, documenti a bassa tiratura, libri appartenuti a personaggi celebri e il cosiddetto "Enfer" (Inferno) della biblioteca, con opere giudicate "licenziose".
Sono circa 100 000 i testi digitalizzati consultabili, solo una parte dei quali è visibile anche su Gallica, ovvero quelli senza più problemi di diritti.

#### Dipartimenti e sale di lettura
| Dipartimenti | Dipartimenti                                       | Sopra il giardino (Haut de jardin) Biblioteca di studio | Livello giardino (Rez-de-jardin) Biblioteca di ricerca |
| ------------ | -------------------------------------------------- | --- | --- |
|              | Storia, filosofia, scienze umane                   | Sala J: storia, filosofia, scienze umane | Sala K: filosofia, religione Sala L: storia Sala M: etnologia, sociologia, geografia |
|              | Diritto, economia, politica                        | Sala A: stampa Sala D: diritto, economia, politica | Sala N: economia, scienze politiche, stampa Sala O: diritto, pubblicazioni ufficiali |
|              | Scienza e tecnica                                  | Sala C: scienza e tecnica | Sala R: storia della scienza, scienze fondamentali Sala S: scienze della vita, scienze dell'ingegneria |
|              | Letteratura e arti                                 | Sala E: letterature orientali, patrimonio scritto, scienze dell'informazione Sala F: lingue e letterature classiche, arti Sala G: lingue e letterature straniere Sala H: lingua francese e letterature di espressione francese | Sala T: documentazione sul libro, sulla stampa e sulla lettura Sala U: lingue e letterature straniere Sala V: linguistica, lingua francese e letteratura di espressione francese Sala W: letterature classiche, letterature orientali e arti |
|              | Audiovisivi                                        | Sala B: audiovisivi | Sala P: audiovisivi |
|              | Dipartimento della ricerca bibliografica (DRB) (*) | Sala I: ricerca bibliografica | Sala X: ricerca bibliografica |
|              | Libri rari                                         | | Sala Y: libri rari |

### Sede dell'Arsenal
La Bibliothèque de l'Arsenal, vecchia biblioteca pubblica integrata nella Bibliothèque nationale nel 1934, ne costituisce attualmente solo un dipartimento specializzato in letteratura e, in misura minore, in storia.
Libri e periodici: 1 000 000 di volumi.
Manoscritti, stampe, carte, partiture musicali: 120 000 documenti.

### Biblioteca-museo dell'Opéra
La biblioteca-museo dell'Opéra, situata all'interno dell'Opéra Garnier, fa parte del dipartimento di musica. La struttura trae la sua origine dalla biblioteca musicale e dagli archivi dell'Opéra national de Paris dalla sua creazione nel 1669, di cui conserva ancora importanti fondi (partizioni, modelli e costumi). La biblioteca-museo possiede molti documenti sulla musica e sulla danza, con gli Archives internationales de la danse.
Libri, periodici e raccolte: 130 000 documenti.
Fotografie, partizioni, stampe, programmi, modelli di decorazioni, costumi: 240 000 documenti specializzati.

### Sedi non parigine

#### La maison Jean Vilarad Avignone
Ad Avignone la BNF è proprietaria della maison Jean Vilar, facente parte del dipartimento di Arti dello spettacolo. Questa biblioteca ospita gli archivi personali del cineasta Jean Vilar e quelli del Festival d'Avignone (Festival d'Avignon).

#### Il centro tecnico di Bussy-Saint-Georges
La BNF possiede a Bussy-Saint-Georges un edificio condiviso col Centre technique du livre de l'enseignement supérieur. Il sito serve per restauri particolari con necessità di spazi o materiali specifici, come centro di ricerca per la conservazione dei documenti e per l'immagazzinamento degli esemplari supplementari del deposito legale, attività che tuttavia potrebbe essere presto abbandonata.

#### Il centro tecnico di Sablé-sur-Sarthe
La BNF ha una sede a Sablé-sur-Sarthe col centro Joël Le Theule, dedicato al restauro di documenti fragili.

### Sedi dismesse

#### Succursale di Versailles
La Bibliothèque nationale ha fatto costruire a Versailles un primo edificio (1932-1934), poi un secondo (1954), in particolare per conservare periodici e collezioni doppie. All'inizio si trattava solo di luoghi di conservazione, ma si aggiunse in seguito anche una sala di lettura. Questi edifici non sono più utilizzati dal 1998.

#### Il vecchio centro tecnico di Provins
A Provins era stato creato un centro di restauro e per il trasferimento di giornali su microfilm. La sede è stata chiusa nel 2002.

## Cataloghi
La Biblioteca nazionale di Francia ha elaborato e successivamente, o simultaneamente, arricchito svariati tipi di cataloghi. Qui di seguito se ne presentano i principali a disposizione del pubblico.

### BN-Opale Plus
BN-Opale Plus è il catalogo informatizzato più usato. Nato come BN-Opale, in origine recensiva tutte le collezioni patrimoniali ed era stato costituito per i libri provenienti dal deposito legale e per le acquisizioni successive al 1987, cui si sono aggiunte le notizie retroconvertite del catalogo generale delle stampe e dei suoi supplementi. In seguito ha assunto il nome di BN-Opale Plus, quando vi si sono aggiunti altri dati: prima le notizie dei documenti in libero accesso del sito Tolbiac, poi le notizie del dipartimento dell'audiovisivo (compreso il multimediale), infine (lavoro attualmente in corso d'opera) le stampe dei dipartimenti specialistici delle altre sedi.

### BN-Opaline
BN-Opaline, altro catalogo informatizzato, è stato ideato dopo BN-Opale ed era diffuso non via interfaccia web bensì via Telnet (da allora si è aggiunta anche l'interfaccia web). BN-Opaline è costituito su varie basi di dati, ciascuna con propri campi, il che rappresenta un vantaggio e ha permesso di usarlo per collezioni specializzate di altre sedi, ad esempio Richelieu (manoscritti, partizioni, film, eccetera). BN-Opaline ha accolto altresì notizie di documenti extra-BNF, in particolare per la catalogazione di altri fondi musicali. Questo catalogo sarà soppresso al termine del trasferimento delle notizie in BN-Opale Plus.

### Cataloghi tradizionali
L'esistenza di questi due cataloghi informatizzati non elimina l'interesse nei cataloghi in altro formato, stampati o su scheda, presenti nella BNF, benché questi ultimi siano suscettibili di sparire a breve. Cataloghi a stampa sono tuttora in uso in vari dipartimenti specialistici, ad esempio in quello dei manoscritti, quello delle stampe e quello delle monete e medaglie; avviene che se ne pubblichino addirittura di nuovi. Tuttavia, l'informatica ha fatto la sua comparsa anche in questo ambito, poiché cataloghi antichi, informatizzati, sono stati messi on-line su Internet. All'Arsenal, all'Opéra e a Richelieu sussistono anche cataloghi su scheda, che dovrebbero essere retroconvertiti per apparire entro breve tempo in BN-Opale Plus. A Tolbiac i cataloghi su scheda sono in numero limitato; se ne trovano nella sala Y per la Riserva dei libri rari (schedari delle opere di consultazione, schedari per editore o per provenienza), nella sala W per i documenti in caratteri non latini (alcuni di questi schedari sono presenti anche in forma digitale su Internet), e nella sala X per gli schedari per soggetto fino al 1980.

## Personale e pubblico

### Personale BNF
La struttura dà lavoro, complessivamente, a circa 3 000 persone, ma di questi appena 2 500 sono impiegati a tempo indeterminato. I due terzi del personale godono dello statuto di funzionario dell'amministrazione pubblica, di cui la metà dipendenti dal "settore biblioteche" del ministero dell'Educazione nazionale. I non-funzionari si suddividono in parti più o meno uguali in dipendenti sotto contratto e dipendenti con stipendio orario. Questi ultimi, per la maggior parte studenti, non raggiungono spesso una quota lavorativa pari a metà tempo. È questa la causa principale della grande disparità tra dipendenti effettivi e totale dei posti di lavoro.
Si noti che questi dati non comprendono né le persone che lavorano per conto di imprese private, in virtù di una concessione o di una delega (personale della sicurezza, personale della caffetteria), né la sezione di vigili del fuoco distaccata in permanenza alla BNF.

### Pubblico

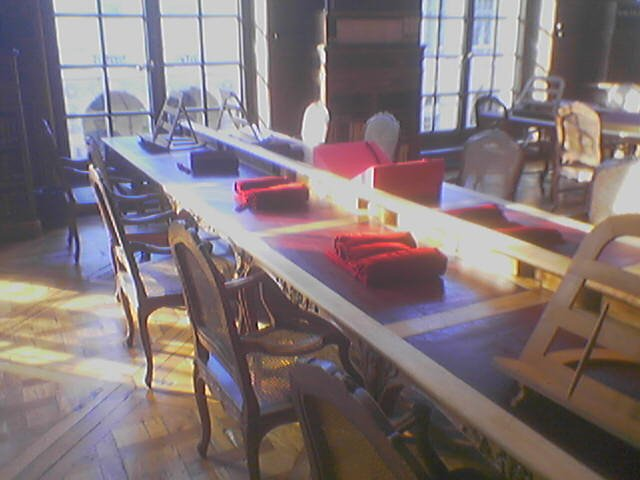
La sala di lettura del dipartimento dei manoscritti, divisione occidentale

Il pubblico della BNF è in gran parte costituito da studenti: tra i lettori accreditati per gli spazi di ricerca, quasi il 60% dichiara di venirci per studio, mentre in Haut-de-jardin la loro percentuale è stimata, secondo le ultime indagini, nell'84%. L'Haut-de-jardin è dunque utilizzato soprattutto dagli studenti con diploma di licence (laurea) mentre i dottorandi si incontrano in maggioranza nelle sale di ricerca, e gli allievi di master si ripartiscono tra i vari livelli. Gli insegnanti e i ricercatori rappresentano la categoria più presente dopo gli studenti. Un po' di più del 30% dei lettori accreditati per la ricerca dichiarano di venirci "per motivi professionali", e un buon numero di essi è probabilmente costituito da insegnanti-ricercatori. A parte queste due categorie, la BNF fatica ad attirare il grande pubblico colto (appena il 10% del pubblico degli spazi di ricerca vi viene "a titolo personale"), pur essendo questo uno dei suoi obiettivi. In Haut-de-jardin, la proporzione è probabilmente vicina, poiché all'84% di studenti occorre aggiungere il 6% di liceali.
Del pubblico accreditato per ricerca, più dell'85% è di nazionalità francese, mentre gli stranieri più numerosi vengono dagli Stati Uniti e dall'Italia.
Il pubblico è ripartito circa a metà tra uomini e donne, sia negli spazi di ricerca che nell'Haut-de-jardin.
Le variazioni stagionali nell'attività della BNF si spiegano ampiamente con la composizione del pubblico, con differenze sensibili tra Haut-de-jardin e spazi di ricerca. L'Haut-de-jardin conosce un calendario simile a quello di una biblioteca universitaria: attività importante durante l'anno accademico, frequentazione accresciuta in prossimità degli esami, attrattiva debolissima in luglio e agosto. La frequenza debolissima d'agosto ha d'altronde portato le autorità della BNF a istituire a titolo sperimentale la gratuità degli accessi occasionali.
Al contrario, il Rez-de-jardin conosce un successo più importante in estate, unico periodo in cui certi ricercatori, abitando in provincia o all'estero, possono recarsi a Parigi: non è raro vedere il Rez-de-jardin saturo in questi periodi dell'anno. Al di fuori di questo picco, la frequentazione degli spazi di ricerca è più regolare.
L'Haut-de-jardin conosce inoltre una variazione di frequentazione nel corso della settimana: I periodi più pieni sono il week-end nonché il martedì giorno di chiusura della BPI (Bibliothèque publique d'information).

## Budget
Il budget della BNF ammonta a 145 milioni di Euro (al 2004). La parte principale delle risorse (116 M€) proviene da sovvenzioni dello Stato, attribuiti essenzialmente dal ministero della cultura. Le altre risorse sono relativamente limitate: i diritti d'ingresso apportano non più di due M€ l'anno. Tra le spese, il budget di funzionamento rappresenta 104 M€ contro i 58 M€ per l'investimento. Tra i 104 M€ del funzionamento, 41 sono destinati alle spese per il personale (la BNF paga solo i dipendenti con «contratto su crediti»: gli altri impiegati vengono pagati direttamente dallo Stato). Tra le spese d'investimento, 18 M€ sono riservati alle strutture e 15 M€ all'arricchimento delle collezioni. Si noti che la BNF conta gli acquisti di documenti tra gli investimenti perché questi devono essere per lo più conservati, mentre la maggior parte delle biblioteche li detraggono in sezione di funzionamento.

## Critiche
Spesso, la Bibliothèque nationale de France suscita critiche. Queste, all'inizio, hanno avuto ampio risalto sui media. La forza mediatica si è un po' affievolita, ma alcune di queste critiche sussistono ancora. Esse possono essere raggruppate in tre grandi categorie.

### Critiche sindacali
L'istituzione è messa in discussione dai sindacati. La Bibliothèque ha, d'altronde, conosciuto svariati conflitti sociali, dei quali quello avvenuto dopo i primi giorni di apertura del Rez-de-jardin si tradusse in un lungo sciopero che segnò gli animi. La lamentela principale verte sulle condizioni di lavoro: il personale di magazzino si lamenta in particolare del rumore, ma anche dell'obbligo di lavorare spesso con la luce artificiale. Inoltre, in particolare all'inizio del funzionamento del Rez-de-jardin, il personale si trova nell'obbligo di assumersi, a diretto contatto degli utenti, le disfunzioni delle quali non sempre si sente responsabile. La Bibliothèque nationale de France è inoltre criticata per il ricorso, considerato eccessivo, a impieghi di tipo precario, in particolare a lavoratori pagati a ora (vedi sopra).

### Critiche degli utenti
Anche i lettori avanzano un certo numero di lamentele nei confronti della BNF, soprattutto riguardanti la sede François-Mitterrand. L'accesso a questa sede è disagevole, giacché la spianata e le discese sono rese scivolose dal tempo umido; questa situazione viene risolta solo parzialmente dalle corsie antiscivolo e dalla rinuncia ai nastri trasportatori per la discesa. I lettori si lamentano anche delle "condizioni di lavoro" all'interno della biblioteca: rumore eccessivo nelle sale di lettura, ritardo nella consegna dei documenti ritenuto inaccettabile (ovvero documenti impossibili da ottenere), temperatura bassa difficile da sopportare nelle sale di lettura, perfino in estate, cattivo orientamento delle postazioni informatiche i cui schermi sono quasi invisibili a causa del sole. I rappresentanti dei lettori auspicano inoltre un'estensione degli orari di apertura, reclamando l'apertura del Rez-de-jardin sin dal lunedì mattina e l'instaurazione di una "notturna" almeno una volta a settimana (attualmente le sale di lettura chiudono alle 20). Più sporadicamente, vengono messe in causa le tariffe degli spazi di ristorazione (caffetteria.) I rappresentanti dei lettori tendono a pensare che la biblioteca dedichi più risorse a Gallica o alle mostre a scapito dei lettori che consultano i documenti sul posto.

### Critiche dei media e dell'opinione pubblica
La BNF ha inoltre fatto parlare di sé negativamente al di là di coloro che vi lavorano o che la utilizzano. Alcune di queste critiche sono politiche, in quanto non riguardano la sola BNF, ma la politica di grandi opere di F. Mitterrand nel suo insieme. Viene anche criticato il fatto che la scelta del progetto sia stata la decisione politica di un solo uomo, risolta in modo rapido senza considerare gli aspetti pratici. Anche il partito architettonico di Dominique Perrault ha i suoi detrattori, in particolare per la sua decisione di stoccare i documenti nelle torri. La stampa ha inoltre dato eco a un certo numero di episodi, dei quali alcuni sono stati esagerati, ma che sono tali da suscitare il ridicolo e l'indignazione. Tra i più notevoli vi sono alcuni malfunzionamenti del sistema d'allarme che hanno provocato l'inondazione di alcuni settori delle riviste nel 1997. I media hanno anche parlato di furti alla BNF, dopo la messa in causa di un conservatore della biblioteca nel 2004: Michel Garel è stato condannato il 10 marzo 2006 a due anni di reclusione con la condizionale e all'interdizione dai pubblici uffici per cinque anni, più 400000 € di danni e interessi; l'interessato ha presentato ricorso contro questa decisione. Infine, più di recente, è stata rilevata la presenza di amianto nelle collezioni (2005).
Se la "Grande biblioteca" è oggetto di numerose critiche, riguardanti soprattutto la sede François-Mitterrand, occorre riconoscere che l'istituzione e la sua tutela hanno consentito importanti sforzi, in particolare finanziari. Ciò si traduce soprattutto in un grande arricchimento dei cataloghi e in una buona visibilità dell'istituzione, in particolare nella frequentazione di Gallica.